# Kurt Berkner (Autor)
Kurt Berkner (* 19. Januar 1898 in Berlin; † 9. Juni 1968 ebenda) war ein deutscher Rektor und Autor unter dem Pseudonym Kabe.

## Leben
Er lebte um 1939 in Dahlwitz-Hoppegarten. Er beteiligte sich an der Sudetenkrise. Berkner nahm am Zweiten Weltkrieg teil und führte 1940 den Rang eines Hauptmanns.
Nach Kriegsende wurden seine Werke in das Liste der auszusondernden Literatur verzeichnet. 1956 wurde er Schulleiter der Grundschule am Windmühlenberg und war bis 1963 in diesem Amt.

## Werke
(Quelle: )
- Eine Kameradschaft in Sport und Abenteuer, 1930
- Jungens in Feldgrau, 1933
- Kriegsfreiwillige 1914. 1933
- Soldat, Kamerad, 1937
- Tanks im Angriff. F. Schneider, 1939
- Wir marschierten ins Sudetenland, 1940
- Evi und das silberne Herz, 1955